# Frank Macfarlane Burnet
Frank Macfarlane Burnet (ur. 3 września 1899 w Traralgon, zm. 31 sierpnia 1985 w Port Fairy) – australijski immunolog. W latach 1944–1965 był profesorem Uniwersytetu w Melbourne. W 1940 roku opisał sposób hodowli wirusów grypy w zarodkach jaj kurzych.
Prowadził razem z Peterem Medawarem badania nad tolerancją układu odpornościowego na narządy wszczepione do organizmu, za które otrzymali w 1960 roku Nagrodę Nobla w dziedzinie fizjologii lub medycyny. Badania odegrały rolę w przeszczepach tkanek i narządów.
Napisał 31 książek i monografii oraz ok. 500 artykułów naukowych. Laureat Medalu Copleya.